# 拉森棧 (加利福尼亞州)
拉森棧（英語：Lassen Lodge）是位於美國加利福尼亞州蒂黑馬縣的一個非建制地區。該地的面積和人口皆未知。

## 地理
拉森棧的座標為40°20′39″N 121°42′49″W / 40.34417°N 121.71361°W，而該地的平均海拔高度為1291米（即4235英尺）。